# Brux
Brux – miejscowość i gmina we Francji, w regionie Nowa Akwitania, w departamencie Vienne.
Według danych na rok 1990 gminę zamieszkiwały 693 osoby, a gęstość zaludnienia wynosiła 19 osób/km² (wśród 1467 gmin regionu Poitou-Charentes Brux plasuje się na 438. miejscu pod względem liczby ludności, natomiast pod względem powierzchni na miejscu 97.).